# Cova d'en Pau (Vilassar de Dalt)
La Cova d'en Pau de Vilassar de Dalt, el Maresme, al Parc de la Serralada Litoral. declarat bé cultural d'interès local.
Fou descoberta per Pau Ubach el 1950 i excavada pel Grup d'Arqueologia de Vilassar de Dalt. És ubicada a Vilassar de Dalt (el Maresme): situats a la Cova de la Granota, seguim el camí en direcció oest uns 110 metres i prenem un corriol poc marcat que surt a la dreta, en direcció nord. Pugem 55 metres per aquest corriol fins a arribar a un planell arbrat on destaca l'amuntegament de blocs que formen la cova. Coordenades: x=445586 y=4597917 z=383. UTM: 31 N - 445493 - 4597723.
Aquesta cova megalítica, emprada com a cripta sepulcral, és formada per un amuntegament natural de blocs granítics que formen dues cambres unides per un corredor que permet travessar per sota tot el conjunt. Al sostre s'observen multitud d'alvèols d'erosió per la humitat condensada. L'entrada principal estava tapada intencionadament amb blocs de pedra.
En aquest jaciment arqueològic es va trobar el segon aixovar funerari en importància de tot el Parc. A la primera cambra una punta de sageta, una làmina-ganivet de sílex i un fragment d'un petit bol. A la segona cambra una destral votiva, una altra làmina-ganivet de sílex, dues plaques, un vas de ceràmica de parets llises i gran quantitat de fragments d'ossos i de ceràmica. Aquest material és datat entre els anys 2200 aC-1800 aC i s'exposa al Museu-Arxiu de Vilassar de Dalt.